# Freddy Fender

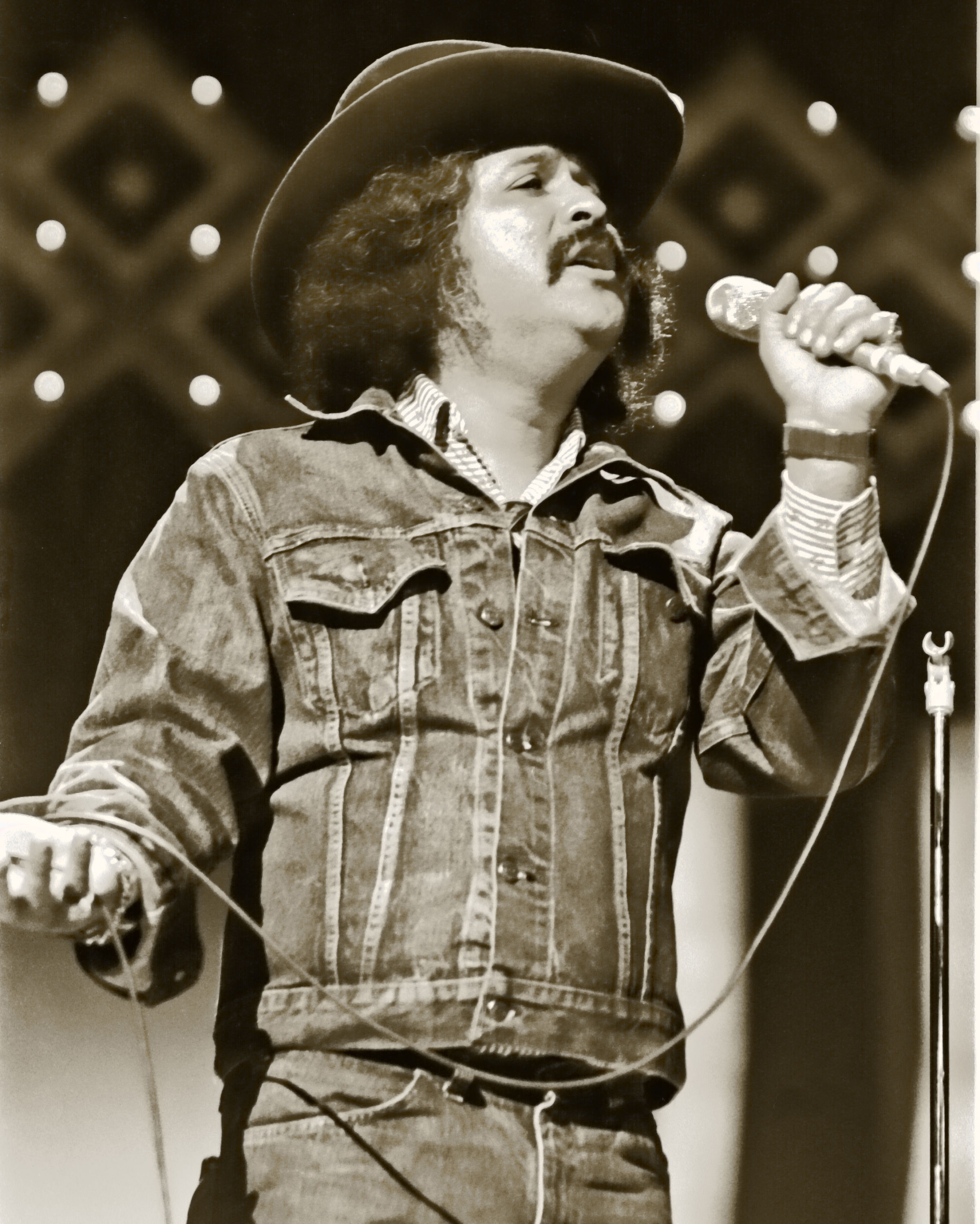
Freddy Fender (1977)

Freddy Fender (* 4. Juni 1937 in San Benito, Texas als Baldemar Garza Huerta; † 14. Oktober 2006 in Corpus Christi, Texas) war ein US-amerikanischer Country-Sänger mexikanischer Abstammung.

## Karriere

### Anfänge
Geboren als Sohn mexikanischer Immigranten, zog Baldemar Huerta als Kind mit seinen Eltern als Farmhelfer durch die USA. Mit fünf Jahren begann er, Gitarre zu spielen – zunächst auf einer selbstgebastelten, deren Hauptbestandteil eine leere Sardinendose war. Mit 16 Jahren brach Baldemar Huerta die Schule ab und schloss sich für drei Jahre der Marine an. 1958 spielte er unter seinem Geburtsnamen und als „El Bebop Kid“ in spanischer Sprache seine ersten Schallplatten ein, darunter eine Version des Elvis-Hits Don’t Be Cruel. Um ein breiteres Publikum anzusprechen, nahm er ein Jahr später den Namen „Freddy Fender“ an. 1959 hatte er mit Wasted Days And Wasted Nights einen ersten kleineren Hit. Unmittelbar nach Erscheinen der Single wurde er wegen Marihuana-Besitzes verhaftet und zu fünf Jahren Gefängnis verurteilt.
Nach drei Jahren Haft wurde er mit Unterstützung des musikbegeisterten Gouverneurs von Louisiana, des ehemaligen Country-Sängers Jimmie Davis, unter der Auflage, für die verbleibenden zwei Jahre dem Musikgeschäft fernzubleiben, vorzeitig entlassen. Danach spielte Fender einige Jahre in der Clubszene von New Orleans, bevor er Ende der sechziger Jahre nach Texas zurückkehrte. Hier arbeitete er als Automechaniker und holte seinen Schulabschluss nach.

### Durchbruch als Country-Sänger
1974 wurde er vom Produzenten Huey Meaux unter Vertrag genommen. Bei einem kleinen Label wurde die Single Before The Next Teardrop Falls veröffentlicht. Der teils in Englisch und teils in Spanisch aufgenommene Song wurde zu einem überragenden Erfolg und erreichte sowohl in den Country- als auch in den Pop-Charts Platz eins. Sofort wurde sein erster Hit von 1959 Wasted Days And Wasted Nights in einer neuen Version wiederveröffentlicht und erreichte auch Platz eins. Fender wurde vom Billboard-Magazin zum Best Male Artist of 1975, also zum besten Sänger des Jahres 1975 gekürt. Seine Erfolgssträhne hielt die siebziger Jahre hindurch an, mit Titeln wie Secret Love und You'll Lose a Good Thing hatte er weitere Hits. Erst danach ließen die Verkaufszahlen seiner Platten nach.
In den achtziger Jahren übernahm Fender einige Filmrollen. Nach massiven Alkohol- und Drogenproblemen unterzog er sich 1985 einer Entziehungskur.

### Comeback als Texas Tornado
Zu neuer Popularität kam Fender, als er 1990 zusammen mit Doug Sahm, Augie Meyers (beide vom Sir Douglas Quintet) und Flaco Jimenez die Tex-Mex-Band Texas Tornados gründete. Bis 1999 produzierten die Texas Tornados vier Studioalben, ein Best-Of-Album und eine Live-Platte. 1998 war Fender außerdem Mitglied bei Los Super Seven, einer Supergroup aus dem Umfeld von Los Lobos. Sowohl die Texas Tornados als auch Los Super Seven gewannen jeweils einen Grammy in der Kategorie Best Mexican-American Performance.
Mit seinem Album La Musica de Baldemar Huerta kehrte Fender 2002 musikalisch in seine Jugendzeit zurück und interpretierte klassische mexikanische Popsongs aus der Prä-Rock’n’Roll-Ära. Das Album wurde mit dem Grammy in der Kategorie Best Latin Pop ausgezeichnet. Mit Dos Amigos entstand 2005 ein gemeinsames Album mit Flaco Jimenez in klassischer Conjunto-Besetzung mit Gesang, Akkordeon und Bajo Sexto.

### Krankheit und Tod
Fender, der Diabetiker war und seit einiger Zeit an Hepatitis C litt, musste sich 2002 einer Nierentransplantation und 2004 einer Lebertransplantation unterziehen. Im August 2006 wurde bekannt, dass er an Lungenkrebs erkrankt war. Freddy Fender, der lange in der südtexanischen Stadt Corpus Christi gelebt hat, starb dort am 14. Oktober 2006.
Seine Geburtsstadt San Benito plant die Eröffnung eines Freddy-Fender-Museums. Die Idee dazu entstand bereits zu Lebzeiten Fenders. Ein überdimensionales Porträt Fenders mit dem Schriftzug „Hometown of Freddy Fender“ ziert seit 2005 den Wasserturm der Stadt.

## Diskografie

### Alben
| Jahr | Titel Musiklabel Katalog-Nr.            | Höchstplatzierung, Gesamtwochen, AuszeichnungChartplatzierungen (Jahr, Titel, Musiklabel Katalog-Nr., Platzierungen, Wochen, Auszeichnungen, Anmerkungen) | Höchstplatzierung, Gesamtwochen, AuszeichnungChartplatzierungen (Jahr, Titel, Musiklabel Katalog-Nr., Platzierungen, Wochen, Auszeichnungen, Anmerkungen) | Anmerkungen |
| Jahr | Titel Musiklabel Katalog-Nr.            | US | Country | Anmerkungen |
| ---- | --------------------------------------- | --- | --- | ----------- |
| 1974 | Before the Next Teardrop Falls Dot 2020 | US20 Gold · (43 Wo.)US | Country1 (47 Wo.)Country |             |
| 1975 | Are You Ready for Freddy? Dot 2044      | US41 (18 Wo.)US | Country1 (24 Wo.)Country |             |
| 1975 | Since I Met You Baby GRT 8005           | — | Country10 (15 Wo.)Country |             |
| 1976 | Rock ’n’ Country Dot 2050               | US59 (11 Wo.)US | Country3 (18 Wo.)Country |             |
| 1976 | If You’re Ever in Texas Dot 2061        | US170 (3 Wo.)US | Country4 (18 Wo.)Country |             |
| 1977 | The Best of Freddy Fender Dot 2079      | US155 (7 Wo.)US | Country4 (30 Wo.)Country |             |
| 1977 | If You Don’t Love Me ABC/Dot 2090       | — | Country34 (13 Wo.)Country |             |
| 1978 | Swamp Gold ABC/Dot 1062                 | — | Country44 (4 Wo.)Country |             |
| 2001 | Forever Gold                            | — | Country70 (2 Wo.)Country |             |

Weitere Alben
- 1975: Recorded Inside Louisiana State Prison
- 1976: Your Cheatin’ Heart (Pickwick JS6195)
- 1977: Merry Christmas / Feliz Navidad (Dot 2101)
- 1979: Tex-Mex (ABC 1132)
- 1979: The Texas Balladeer (Starflite 36073)
- 1980: Together We Drifted Apart (Starflite 36284)
- 1982: The Border (Soundtrack)
- 1991: The Freddy Fender Collection (Reprise)
- 1991: Favorite Ballads
- 1993: Canciones de Mi Barrio: The Roots of Tejano Rock (Arhoolie)
- 1997: In His Prime (Edsel)
- 1999: The Voice: The Crazy Cajun Recordings (Edsel)
- 1999: Live At Gilley’s (Atlantic)
- 2002: La Musica de Baldemar Huerta (Backporch Records)
- 2003: Interpreta el Rock (Arhoolie)
- 2003: Eddie Con Los Shades: Rock’n’Roll (Arhoolie)
- 2005: Dos Amigos (Backporch Records)

### Singles
| Jahr | Titel Album                                                                   | Höchstplatzierung, Gesamtwochen, AuszeichnungChartplatzierungen (Jahr, Titel, Album, Platzierungen, Wochen, Auszeichnungen, Anmerkungen) | Höchstplatzierung, Gesamtwochen, AuszeichnungChartplatzierungen (Jahr, Titel, Album, Platzierungen, Wochen, Auszeichnungen, Anmerkungen) | Anmerkungen |
| Jahr | Titel Album                                                                   | US | Country | Anmerkungen |
| ---- | ----------------------------------------------------------------------------- | --- | --- | ----------- |
| 1975 | Before the Next Teardrop Falls                                                | US1 Gold · (21 Wo.)US | Country1 (17 Wo.)Country |             |
| 1975 | Wasted Days and Wasted Nights Before the Next Teardrop Falls                  | US8 Gold · (19 Wo.)US | Country1 (16 Wo.)Country |             |
| 1975 | Since I Met You Baby                                                          | US45 (8 Wo.)US | Country10 (14 Wo.)Country |             |
| 1975 | Secret Love Are You Ready for Freddy?                                         | US20 (11 Wo.)US | Country1 (16 Wo.)Country |             |
| 1976 | The Wild Side of Life Since I Met You Baby                                    | — | Country13 (12 Wo.)Country |             |
| 1976 | You’ll Lose a Good Thing Rock ’n’ Country                                     | US32 (10 Wo.)US | Country1 (15 Wo.)Country |             |
| 1976 | Vaya con Dios Rock ’n’ Country                                                | US59 (6 Wo.)US | Country7 (13 Wo.)Country |             |
| 1976 | Living It Down If You’re Ever in Texas                                        | US72 (4 Wo.)US | Country2 (14 Wo.)Country |             |
| 1977 | The Rains Came Rock ’n’ Country                                               | — | Country4 (15 Wo.)Country |             |
| 1977 | If You Don’t Love Me (Why Don’t You Just Leave Me Alone) If You Don’t Love Me | — | Country11 (12 Wo.)Country |             |
| 1977 | Think About Me If You Don’t Love Me                                           | — | Country18 (11 Wo.)Country |             |
| 1978 | If You’re Looking for a Fool If You Don’t Love Me                             | — | Country34 (9 Wo.)Country |             |
| 1978 | Talk to Me Swamp Gold                                                         | — | Country13 (12 Wo.)Country |             |
| 1978 | I’m Leaving It All Up to You Swamp Gold                                       | — | Country26 (9 Wo.)Country |             |
| 1979 | Walking Piece of Heaven Tex-Mex                                               | — | Country22 (12 Wo.)Country |             |
| 1979 | Yours The Texas Balladeer                                                     | — | Country22 (11 Wo.)Country |             |
| 1979 | Squeeze Box The Texas Balladeer                                               | — | Country61 (5 Wo.)Country |             |
| 1980 | My Special Prayer The Texas Balladeer                                         | — | Country83 (3 Wo.)Country |             |
| 1980 | Please Talk to My Heart Together We Drifted Apart                             | — | Country82 (3 Wo.)Country |             |
| 1983 | Chokin’ Kind –                                                                | — | Country87 (3 Wo.)Country |             |

Weitere Singles
- 1960: Holy One

## Auszeichnungen für Musikverkäufe
| Goldene Schallplatte - Kanada - 1975: für die Single Wasted Days and Wasted Nights - 1977: für das Album Before the Next Teardrop Falls |

Anmerkung: Auszeichnungen in Ländern aus den Charttabellen bzw. Chartboxen sind in ebendiesen zu finden.
| Land/RegionAuszeichnungen für Musikverkäufe (Land/Region, Auszeichnungen, Verkäufe, Quellen) | Gold     | Platin | Verkäufe  | Quellen         |
| -------------------------------------------------------------------------------------------- | -------- | ------ | --------- | --------------- |
| Kanada (MC)                                                                                  | 2× Gold2 | —      | 125.000   | musiccanada.com |
| Vereinigte Staaten (RIAA)                                                                    | 3× Gold3 | —      | 2.500.000 | riaa.com        |
| Insgesamt                                                                                    | 5× Gold5 | —      |           |                 |